# Dům Napoleon
Dům Napoleon se nachází v Městské památkové zóně v lázeňské části Karlových Varů, Nová louka 493/25. S původním jménem Čarostřelec byl postaven před rokem 1835.

## Historie
Datum výstavby objektu ani další informace o jeho vzniku nejsou zatím známy. Dům s původním názvem Čarostřelec byl poprvé zmiňován v roce 1835, nepochybně je však starší.

## Ze současnosti
V roce 2014 byl dům Napoleon uveden v Programu regenerace Městské památkové zóny Karlovy Vary 2014–2024 v části II. (tabulková část 1–5 Přehledy) v Seznamu památkově hodnotných objektů na území MPZ Karlovy Vary a jejich aktuální stav s vyjádřením vyhovující.
V současnosti (březen 2023) je budova evidována jako objekt k bydlení ve vlastnictví rodiny Bártovy a je provozována jako pension Napoleon.

## Popis
Dům stojí na nábřeží řeky Teplé na adrese Nová louka 493/25. Uliční průčelí je šestiosé se sdruženými okny, fasáda střídmá s výraznými horizontálními římsami, zdobená festony a spojenými ondřejskými kříži. Svým řešením připomíná motivy fasád stavitele Wenzela Madera z prvního desetiletí 19. století.
Fasáda, vnitřní dispozice i interiér jsou plně klasicistní, zachované v téměř nepoškozeném stavu s množstvím původních prvků. Přízemí je zaklenuto čtyřmi poli placek na střední kamenný sloup (zřejmě se zde nacházela remíza).
Dům si dlouho zachoval i klasicistní krov, který tvořil konstrukci nepravé, iluzivní mansardové střechy se širokým průběžným vikýřovým nástavcem. Současná (rok 2023) úprava střechy se sedlovými a pultovými vikýři je novodobá.